# 刘慈恺
刘慈恺（1917年—），男，江苏仪征人，中华人民共和国政治人物，曾任中共吉林市委第一书记，中共长春市委书记，吉林省人大常委会副主任。